# Focșani
Focșani (em alemão:  Fokschan; em húngaro:  Foksány) é uma cidade da Roménia, capital do județ (distrito) de Vrancea com 73.868 habitantes (Censos de 2011).

## População
| 1912  | 1930  | 1948  | 1956  | 1966  | 1977  | 1992   | 2002   | 2011  |
| 25066 | 32481 | 27960 | 28244 | 35094 | 56490 | 101335 | 101854 | 79315 |